# Oslo-Friedensprozess
Der Begriff Oslo-Friedensprozess bezeichnet eine 1993 begonnene Reihe von Abkommen zwischen der Palästinensischen Befreiungsorganisation (PLO) und Israel zur Lösung des Nahostkonflikts. Der Friedensprozess bekam diesen Namen, weil die ersten geheimen Verhandlungen der Streitparteien PLO und Israel unter norwegischer Vermittlung in Oslo stattfanden.

## Oslo I
Am 13. September 1993 unterzeichneten in Washington die Außenminister Mahmud Abbas, Schimon Peres, Warren Christopher und Andrei Kosyrew in Anwesenheit von Jitzchak Rabin, Jassir Arafat und Bill Clinton die „Prinzipienerklärung über die vorübergehende Selbstverwaltung“ (auch Oslo I genannt). Diese stellt einen Meilenstein im Friedensprozess dar. Beide Seiten erkannten einander erstmals offiziell an. Die Israelis akzeptierten die PLO als offiziellen Vertreter der Palästinenser, die PLO verpflichtete sich, aus ihrer Charta alle Passagen, welche die Vernichtung Israels als Ziel enthielten, zu streichen.
Außerdem enthielt das Abkommen die allgemeine Vereinbarung, die Verantwortung im Gazastreifen und im Westjordanland auf die Palästinenser zu übertragen und ihnen eine autonome Regelung ihrer Angelegenheiten zu gewähren. Umstrittene Themen wie der Status Jerusalems, die Flüchtlingsfrage oder die Siedlungen im Westjordanland wurden in dem Abkommen noch nicht behandelt. Details sollten in weiteren Verhandlungen festgelegt werden.
Das Abkommen wurde eine Woche später von der Knesset ratifiziert. Eine Ratifizierung durch die PLO ist bis zum heutigen Tag nicht erfolgt. 
Pariser Protokolle
Die Protokolle über die wirtschaftlichen Beziehungen zwischen Israel und den palästinensischen Autonomiebehörden wurden am 29. April 1994 in Paris unterzeichnet. Diese Protokolle wurden sogar vom späteren israelischen Außenminister Schlomo Ben Ami in seinem Buch Ein Platz für alle (1998) als „eine Zementierung der kolonialen Beziehungen“ bezeichnet.
Gaza-Jericho-Abkommen
Mit dem am 4. Mai 1994 in Kairo unterzeichneten Gaza-Jericho-Abkommen wurde den Palästinensern erstmals selbstverwaltetes Gebiet zugesprochen. Die Stadt Jericho und 65 % des Gazastreifens fielen unter palästinensische Kontrolle – die jüdischen Siedlungen und die Straßen dorthin sowie ein Grenzstreifen um den Gazastreifen blieben unter alleiniger israelischer Kontrolle – ferner blieb die Nord-Süd-Verbindungsstraße (mit angrenzenden Hainen und Häusern, aus denen heraus geschossen werden könnte) unter israelischer Ko-Kontrolle.

## Oslo II
In Taba (Ägypten) unterzeichneten Rabin und Arafat am 24. September 1995 das „Interimsabkommen über das Westjordanland und den Gazastreifen“ (auch Oslo II genannt). Die Palästinenser bekamen für etwa drei Prozent des Westjordanlands (mit über 80 % der palästinensischen Bevölkerung des Westjordanlandes) autonome Regierungskompetenzen zugesprochen. In etwa einem Viertel des Gebietes sollten sich die Palästinensische Autonomiebehörde und Israel die Verwaltung teilen (Gebiet B). In den restlichen 73 % sollten die Israelis weiter allein die Kontrolle ausüben.
Am 4. November 1995 wurde Ministerpräsident Rabin vom rechtsradikalen jüdischen Studenten Jigal Amir in Tel Aviv erschossen. Rabins Nachfolger wurde Schimon Peres. Peres führte die Friedenspolitik Rabins weiter und trat Anfang 1996 die Verhandlungen über den permanenten Status in Taba an.

## Stagnation und Wye-Abkommen
Nach einer Serie blutiger Anschläge auf Israelis wurde bei den Neuwahlen am 29. Mai 1996 Benjamin Netanjahu von der rechtskonservativen Likud mit knapper Mehrheit Ministerpräsident und intensivierte die israelische Sicherheits- und Siedlungspolitik. Netanjahu wurde dafür kritisiert, den Friedensprozess beinahe zum Erliegen gebracht zu haben. Während der Amtszeit Netanjahus wurde am 23. Oktober 1998 das Wye-Abkommen geschlossen. Es sah die Übergabe weiterer Gebiete und die Freilassung von palästinensischen Gefangenen vor, wurde jedoch nur in Teilen umgesetzt.
Am 21. Dezember 1998 wurde Netanjahu durch das Parlament (Knesset) per Misstrauensvotum abgesetzt. Die Linken in seiner Regierung kritisierten, er habe das Wye-Abkommen nicht schnell und umfassend genug durchgesetzt, während der rechte Flügel das Abkommen insgesamt ablehnte. Ehud Barak von der israelischen Arbeitspartei wurde am 17. Mai 1999 zu seinem Nachfolger gewählt.

## Wiederaufnahme der Verhandlungen
Am 4. September 1999 wurde im ägyptischen Scharm el-Scheich ein Abkommen geschlossen, in dem weitere Gebiete an die Palästinensische Autonomiebehörde übergeben wurden und ein befristeter Siedlungsstopp vereinbart wurde. Auch sollten Verhandlungen um einen permanenten Status wieder aufgenommen werden (Wye II).
Die Verhandlungen um die Streitpunkte Jerusalem, Flüchtlingsfrage, Grenzziehung und den Status der jüdischen Siedlungen stellten sich aber als schwierig und sehr langwierig heraus.

## Scheitern der Verhandlungen
Im Juli 2000 fand unter der Vermittlung der USA ein Camp David II genanntes Treffen von Barak und Arafat statt, bei dem ein letztes Mal versucht wurde, eine Übereinkunft über einen permanenten Status zu finden. Am 25. Juli wurden die Verhandlungen jedoch ohne Übereinkunft abgebrochen. Beide Seiten beschuldigten sich später gegenseitig, für das Scheitern verantwortlich zu sein.
Mit dem Ausbruch der zweiten Intifada am 28. September 2000 war eine endgültige Lösung des Konflikts wieder in weite Ferne gerückt. Ein erneuter Versuch den Friedensprozess wieder zu beleben wurde erst wieder mit der Roadmap, vorgestellt am 24. Juni 2002 unternommen.